# سیارک ۲۱۵۵۰
سیارک ۲۱۵۵۰ (به انگلیسی: 21550 Laviolette، نامگذاری:1998QS44) بیست و یک هزار و پانصد و پنجاهمین سیارک کشف شده‌است که در ۱۷ اوت ۱۹۹۸ کشف شد.
قدر مطلق سیارک برابر ۳۵.۴ است.